# La Torra (Breda)
La Torra és una masia de Breda (Selva) inclosa a l'Inventari del Patrimoni Arquitectònic de Catalunya.

## Descripció
Masia situada als afores del nucli urbà de Breda, sota el turó de Santa Anna.
L'edifici principal, de planta quadrangular, té planta baixa i pis, i la teulada a doble vessant amb el desaiguat a les façanes principal i posterior, i el ràfec de teulada simple.
La porta d'accés, en arc de mig punt format per dovelles està just al centre de l'edifici, conté una inscripció: IHS / H ERO NI?US / DE SORRI?AS.
La porta d'entrada està flanquejada per un banc corregut a cada un dels costats, un pou a la dreta i una finestra petita en arc de llinda. Una rajola de ceràmica amb la inscripció "La pubilla del Montseny", està encastada al mur, al costat esquerre de l'entrada. Al pis, tres finestres amb llinda monolítica, brancals de carreus de pedra i ampit també de pedra. Uns carreus de pedra sota les finestres actuen d'arc de descàrrega. Una cadena cantonera de pedra a cada costat, reforça l'estructura de l'edifici. La façana està arrebossada i pintada de color ocre.
Al costat dret de la façana, un edifici annex, més baix, amb la teulada a doble vessant amb el desaiguat a les façanes principal i posterior; i dues finestres, una a cada pis, amb llinda monolítica i brancals i ampit també de pedra. També, igual que el cos principal, té cadena cantonera de pedra. La façana està arrebossada i pintada de color ocre.
Annex a aquest cos, un altre edifici rectangular cobert a doble vessant amb el desaiguat vers les façanes principal i posterior, amb uralita. Almenys originàriament tenia ús ramader, tot i que ara sembla adequat com a garatge o zona d'esbarjo (pràcticament totes les obertures s'han tancat, excepte la porta que permet accedir-hi des de l'era i una finestra en aquest mateix costat. La llinda de les obertures és de fusta). Al lateral dret, un gran portal. La façana està arrebossada i pintada de color ocre.
Al costat esquerre, un porxat d'ús agrícola-ramader.
Davant el cos principal, hi ha l'era.
Les altres façanes no estan pintades: El cos principal deixa veure el paredat rústic, el segon cos annex està arrebossat, i el cos que està cobert amb uralita, té les parets de maó vist.

## Història
L'edifici es pot datar entre els segles XIV-XV i segurament el seu propietari era Hieronimus de Sorribas, Segrestador de l'Abadia de Breda entre el 1544-1555, el nom del qual apareix a la façana.
Hi ha també referències del 1595 que indiquen que hi vivia com a masover Antoni Colet.